# جورج إف. تالبوت
جورج إف. تالبوت (بالإنجليزية: George Foster Talbot)‏ هو محامي أمريكي، ولد في 16 يناير 1819، وتوفي في 17 أغسطس 1907.